# Kozma Praški
Kozma Praški (Prag, oko 1045. – 21. listopada 1125.) je prvi češki pisac čije djelo predstavlja povijesni izvor.
Rodio se oko 1045. u Pragu. Školovao se u Liegeu. Od 1086. pratio je češke biskupe na putovanjima po Njemačkoj i Italiji. Godine 1099. postao je svećenik i pripadao je svećenstvu praške katedrale, da bi zatim postao njen upravitelj - dekan. Umro je 1125. godine. Bio je oženjen i imao je jednog sina, koji je postao biskup. 
Kozma je napisao Češku kroniku u tri knjige koja obuhvaća razdoblje od starih vremena do 1125. godine. Ona je neujednačene izvorne vrijednosti, jer Kozma neke događaje prešućuje, ali je pouzdana kronologija. Najznačajnija je treća knjiga, koja izlaže događaje od 1092. do 1125. godine. Poznavao je klasike koje često citira, obično netočno. Djelo donosi važne podatke za povijest Češke i djelomično Njemačke.